# Bolesław Orliński

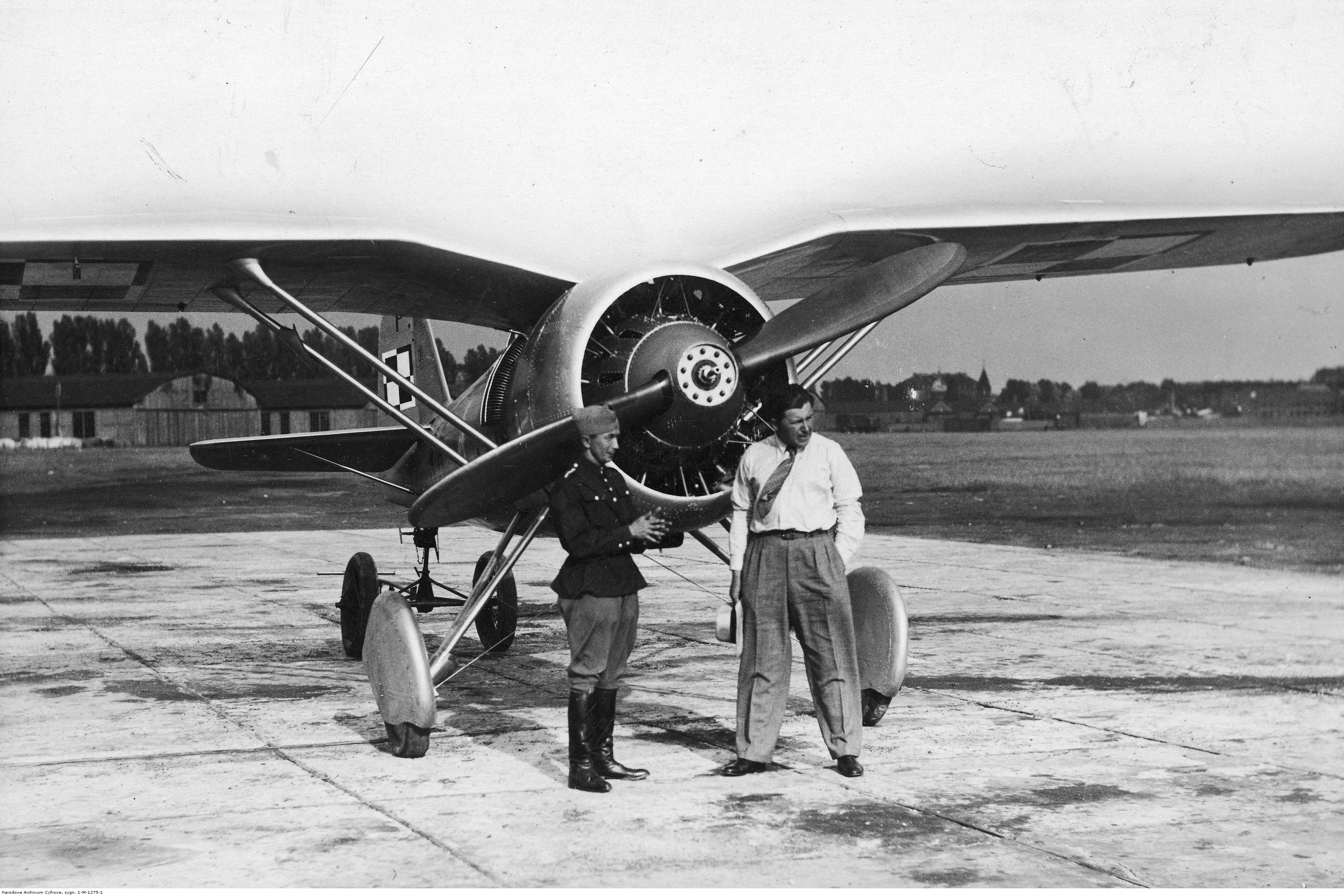
Bolesław Orliński (z prawej) i Jerzy Bajan przy prototypie samolotu PZL P.11.

Bolesław Orliński (ur. 13 kwietnia 1899 w Niwerce k. Kamieńca Podolskiego, zm. 28 lutego 1992 w Toronto) – polski pilot wojskowy, sportowy i doświadczalny, pułkownik Wojska Polskiego, kawaler Krzyża Srebrnego Orderu Wojennego Virtuti Militari. Walczył w wojnie polsko-bolszewickiej i jako pilot w II wojnie światowej. Sławę przyniósł mu daleki rajd na trasie Warszawa – Tokio – Warszawa, odbyty w 1926 roku.

## Życiorys

### Dzieciństwo i młodość
Urodził się w rodzinnym majątku w Niwerce pod Kamieńcem Podolskim na Podolu. Podczas I wojny światowej wstąpił do armii rosyjskiej i ukończył kurs podoficerski. Walczył z Niemcami, brał udział m.in. w ofensywie na Wilno w grudniu 1917. W 1918 wstąpił do formowanego w Rosji I Korpusu Polskiego gen. Dowbor-Muśnickiego. Po rozbrojeniu Korpusu przez Niemców w maju 1918 i jego demobilizacji, przedostał się na Ukrainę. Służył krótko w armii ukraińskiej (URL).

### Dwudziestolecie międzywojenne

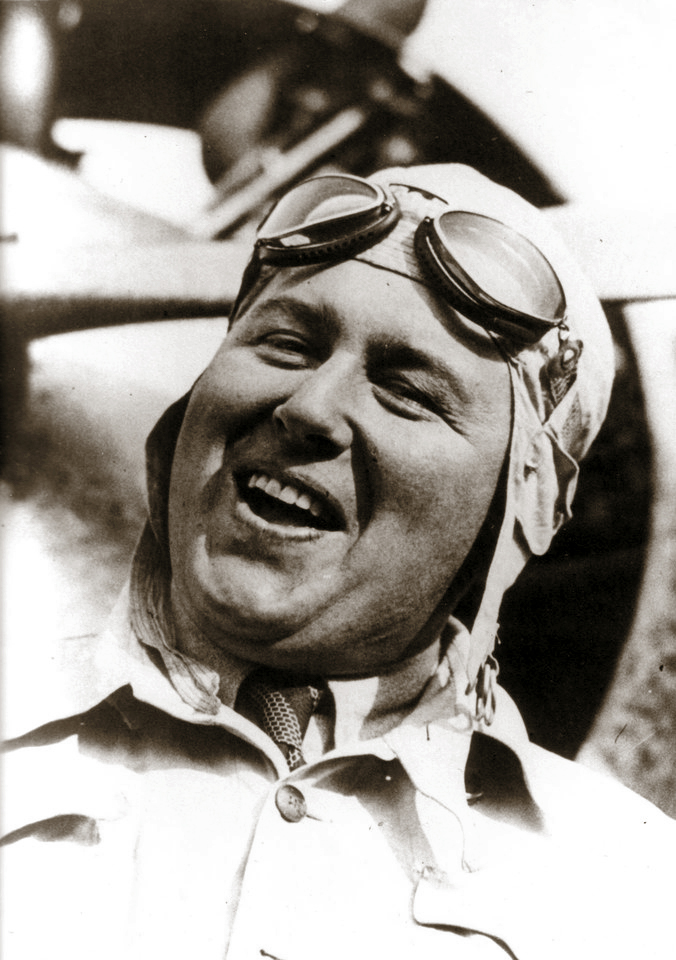
Bolesław Orliński

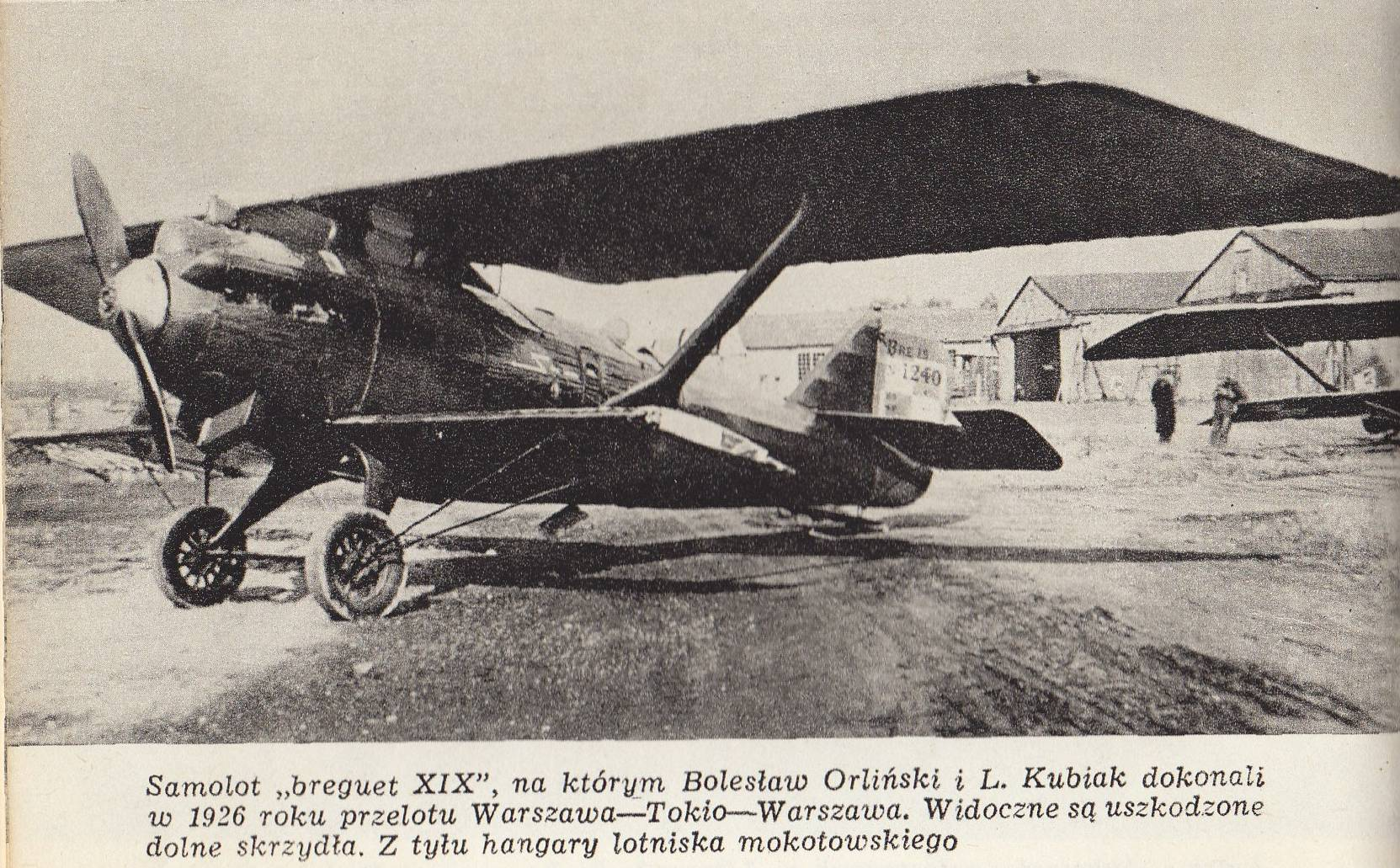
Samolot Orlińskiego i Kubiaka po powrocie z lotu Warszawa-Tokio-Warszawa na lotnisku mokotowskim w Warszawie

Po odzyskaniu przez Polskę niepodległości wstąpił jako ochotnik do nowo tworzonego Wojska Polskiego. Od 10 stycznia 1919 roku walczył w kawalerii – 19 Pułku Ułanów Wołyńskich podczas wojny polsko-bolszewickiej. Uzyskał następnie przeniesienie do lotnictwa, jako mechanik w 162 Eskadrze SPADów. W 1920 roku, podczas ofensywy Armii Czerwonej, zachorował na tyfus, lecz zdołał wyzdrowieć. 13 września 1920 roku został przyjęty do Niższej Szkoły Pilotów w Bydgoszczy, a po ukończeniu do wyższej szkoły pilotażu. W 1923 stał się instruktorem w Wyższej Szkole Pilotów w Grudziądzu. W okresie od 12 października 1922 do czerwca 1923 służył w 11 pułku myśliwskim w Lidzie pod dowództwem Jerzego Kossowskiego. Szczególnie interesował się akrobacją lotniczą, będąc mistrzem w jej wykonywaniu – wykonał w jednym locie 242 pętle, jedna po drugiej na samolocie Morane-Saulnier MS.30. Z dniem 31 lipca 1924 został przeniesiony w stan nieczynny na przeciąg 12 miesięcy. Z dniem 31 lipca 1925 przedłużono mu stan nieczynny bez poborów o kolejnych 12 miesięcy.
W dniach od 27 sierpnia do 25 września 1926, na samolocie Bréguet 19 A2, Orliński wraz z mechanikiem Leonardem Kubiakiem dokonali kilkuetapowego przelotu z Warszawy do Tokio, na trasie długości 10 300 km oraz z powrotem, pomimo uszkodzenia śmigła i dolnego płata w trasie (ostatnie 6680 km trasy pokonali samolotem z częściowo obciętym lewym dolnym skrzydłem), oraz bardzo zużytym (w wyniku utraty oleju) silnikiem. W Japonii polscy lotnicy spotkali się z entuzjastycznym przyjęciem. Za przelot Orliński otrzymał japoński, cesarski Order Wschodzącego Słońca VI klasy oraz Złoty Medal Cesarskiego Towarzystwa Lotniczego, a po powrocie został awansowany na kapitana. Za swój przelot otrzymał on także od miasta Warszawa działkę przy ul. Racławickiej 94 przy forcie Mokotów, gdzie wzniósł swój dom.
W 1927 roku wystąpił w niemym filmie fabularnym Orlę – zagrał Janka Kuklińskiego, lotnika wojskowego.
W 1928 wystąpił ze służby wojskowej, po czym został pilotem doświadczalnym w Państwowych Zakładach Lotniczych. Pod koniec 1928 wykonał jako pierwszy loty na nowym prototypie polskiego myśliwca PZL P.1 konstrukcji Zygmunta Puławskiego, przy czym – po uszkodzeniu skrzydła w locie – zamiast skakać ze spadochronem, zdołał bezpiecznie wylądować, ratując samolot. Oblatywał następnie jako pierwszy wszystkie kolejne myśliwce PZL: P.6, P.7, P.8, P.11, P.24 i P.50 Jastrząb (w 1939) oraz liczne samoloty cywilne, sportowe PZL.19, PZL.26 i pasażerskie PZL.4, PZL.44 Wicher, a także łącznikowy PZL Ł.2. 21 listopada 1929 wyszedł bez szwanku z wypadku lotniczego w Warszawie.
Oprócz lotów jako pilot-oblatywacz brał udział w licznych mityngach lotniczych i prezentacjach zagranicznych polskich samolotów, a także krajowych i zagranicznych zawodach lotniczych. W maju 1930, pilotując PZL Ł.2, zdobył pierwszą nagrodę w międzynarodowym mityngu lotniczym w Brnie. W lipcu 1930 na samolocie PZL.5 wziął udział w międzynarodowych zawodach samolotów turystycznych Challenge 1930, lecz odpadł 26 lipca na skutek awarii silnika. W grudniu 1930 prezentował myśliwiec PZL P.6 w locie na paryskim salonie lotniczym Le Bourget. W dniach 29 sierpnia – 7 września 1931 Orliński zwyciężył na PZL P.6 w amerykańskich zawodach lotniczych National Air Races w Cleveland, pokonując znanych pilotów światowych, w tym Ernsta Udeta. Uznanie wzbudziły zwłaszcza jego brawurowe akrobacje. W 1932 ponownie wziął udział w zawodach samolotów turystycznych Challenge 1932, tym razem na PZL.19, lecz 23 sierpnia musiał wycofać się z lotu okrężnego na skutek choroby. 28 czerwca 1934 ustanowił na PZL P.24 światowy rekord prędkości dla samolotów myśliwskich z silnikiem gwiazdowym – 414 km/h. W 1936 oblatywał prototyp LWS-4 zwanego Żubrem, w późniejszym okresie znanego jako LWS-6 Żubr.
Jako pilot doświadczalny Orliński uczestniczył w kilku wypadkach lotniczych: jesienią 1931 w okolicach Częstochowy musiał ratować się skokiem ze spadochronem z PZL P.6, któremu w locie urwał się silnik. W lipcu 1932, udając się prototypem myśliwca PZL P.8 na mityng lotniczy do Zurychu, skapotował koło Końskich z powodu awarii silnika, a następnie rozbił się na drugim prototypie, lądując w Innsbrucku. Podczas prób PZL P.7 1 września 1932 musiał ponownie ratować się skokiem ze spadochronem na skutek urwania lotek w locie nurkowym w wyniku flatteru, łamiąc nogę. Tuż przed wybuchem II wojny Orliński jako pierwszy z Polaków został przeszkolony na samolot myśliwski Supermarine Spitfire przeznaczony dla Polski. Maszynę o brytyjskim numerze seryjnym L1066 pierwszy raz prowadził 25 lipca 1939 roku.

### II wojna światowa
Po wybuchu II wojny światowej Bolesław Orliński zgłosił się ochotniczo do wojska. 8 września 1939 został wysłany do Rumunii w celu odebrania 11 brytyjskich myśliwców dla Polski. Samoloty te jednak nie zostały tam dostarczone. W grudniu 1939 dotarł przez Rumunię, Jugosławię, Włochy i Francję do Wielkiej Brytanii, gdzie odtwarzano Polskie Siły Powietrzne.

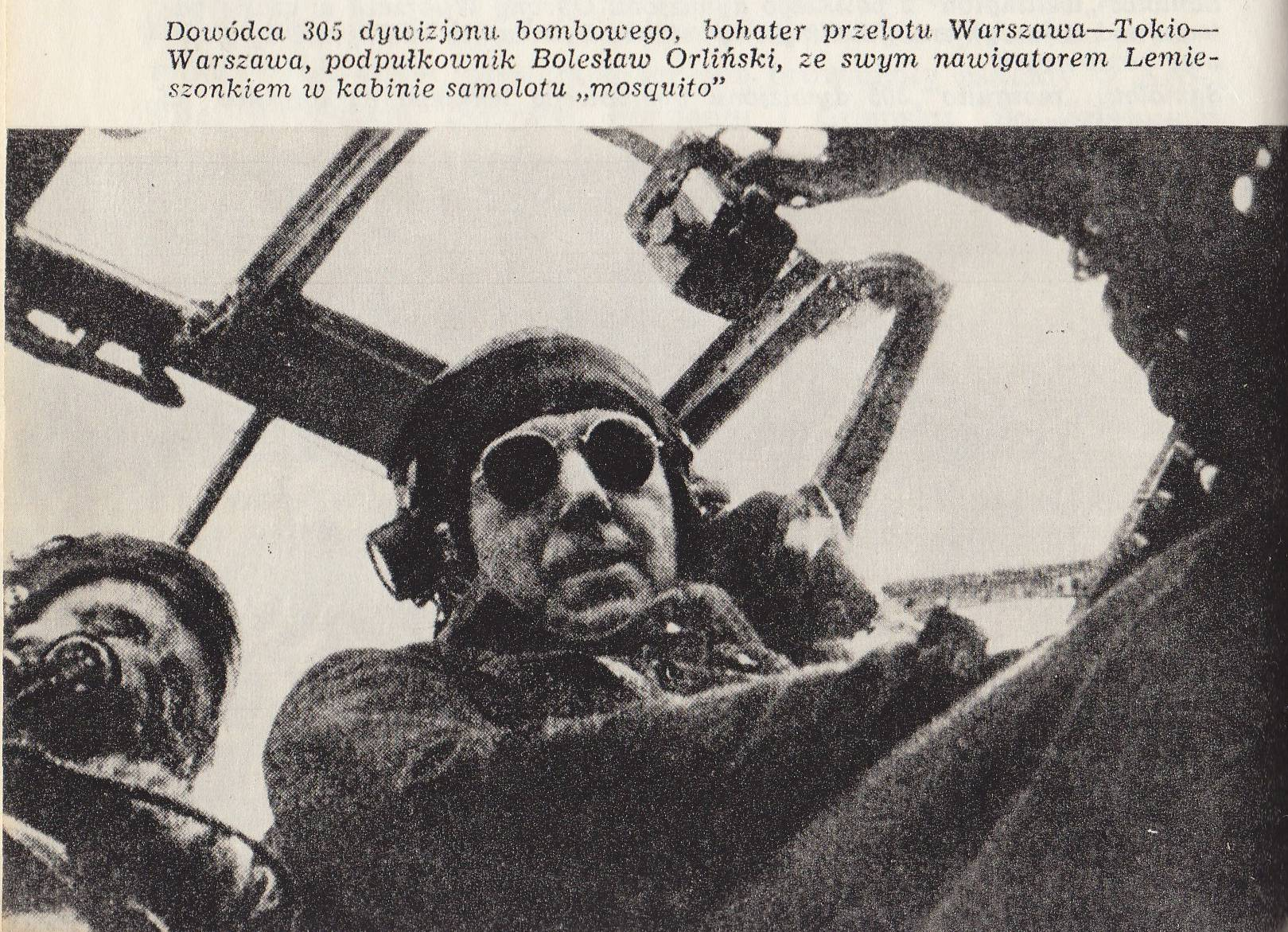
Bolesław Orliński w Mosquito 305. Dywizjonu

Z uwagi na zaawansowany wiek nie mógł zgodnie ze swoją prośbą zostać przyjęty do lotnictwa myśliwskiego i służył w polskim szkolnictwie wojskowym jako instruktor. Został przeszkolony na samolocie Wellington, jednakże maszyna ta nie odpowiadała Orlińskiemu swymi cechami lotnymi. Na skutek swoich starań, w 1943 w stopniu majora został przydzielony do 305 Dywizjonu Bombowego. W końcu 1943 przeszedł przeszkolenie na samolocie myśliwsko-bombowym De Havilland Mosquito. Wykonał na nim loty bojowe, zajmował się też szkoleniem pilotów (m.in. w awaryjnym lądowaniu na jednym silniku). Od 1 sierpnia 1944 do 31 stycznia 1945, w brytyjskim stopniu Wing commandera był dowódcą tego dywizjonu, którego zadania wówczas polegały na samotnych nocnych misjach bombowych nad terenem wroga na samolotach Mosquito. Łącznie Orliński wykonał 49 lotów bojowych o czasie 246 godzin 50 minut. 1 lutego 1945 został skierowany na odpoczynek od latania bojowego.

### Lata powojenne
Po wojnie pozostał na emigracji. Najpierw służył jako oficer łącznikowy w brytyjskim lotnictwie szkolnym. Po demobilizacji został skierowany do rezerwy 22 października 1948 roku, po czym wyemigrował z żoną do Unii Południowej Afryki, gdzie pracował jako kierowca. We wrześniu 1953 roku przenieśli się do Toronto w Kanadzie, gdzie Orliński podjął pracę w dziale zaopatrzenia wytwórni lotniczej de Havilland Canada. Podczas swojej kariery lotniczej latał na 106 typach samolotów, w tym do wojny na 92, spędzając w powietrzu siedem tysięcy godzin. Ostatni raz latał w 1965 roku, a w 1967 roku przeszedł na emeryturę. Później jeszcze pracował w ochronie lotniska cywilnego w Toronto oraz jako woźny sądowy do 1980 roku.
2 października 1987 roku zmarła jego żona, po czym Orliński pozostał sam i podupadł na zdrowiu. Od 1988 roku mieszkał w domu spokojnej starości Wawel Villa w Mississauga, poruszał się na wózku inwalidzkim na skutek starej kontuzji nogi. 27 lutego 1992 roku doznał złamania żebra i przebicia płuca, upadając na wózek, po czym zmarł 28 lutego w szpitalu w Toronto. Trumnę z prochami Bolesława Orlińskiego sprowadzono do Polski w sierpniu 1992 roku i uroczyście pochowano w rodzinnym grobie na wrocławskim cmentarzu Świętej Rodziny, w obecności licznych lotników.

## Ordery i odznaczenia
- Krzyż Srebrny Orderu Wojennego Virtuti Militari nr 11064[12]
- Krzyż Walecznych
- Medal Lotniczy (czterokrotnie)
- Złoty Krzyż Zasługi (dwukrotnie: po raz pierwszy 25 września 1926[13])
- Medal Pamiątkowy za Wojnę 1918–1921 (1928)
- Medal Dziesięciolecia Odzyskanej Niepodległości (1928)
- Polowa Odznaka Pilota
- Odznaka pamiątkowa I Korpusu Polskiego w Rosji
- Oficer Orderu Korony Rumunii (Rumunia)
- Kawaler Orderu Legii Honorowej (Francja)
- Krzyż Wybitnej Służby Lotniczej (Wielka Brytania)
- Srebrne Promienie Orderu Wschodzącego Słońca (Japonia, 1926)[14]
- Złoty Medal Cesarskiego Towarzystwa Lotniczego (Japonia, 1926)[14]Grób Bolesława Orlińskiego na Cmentarzu Świętej Rodziny we Wrocławiu

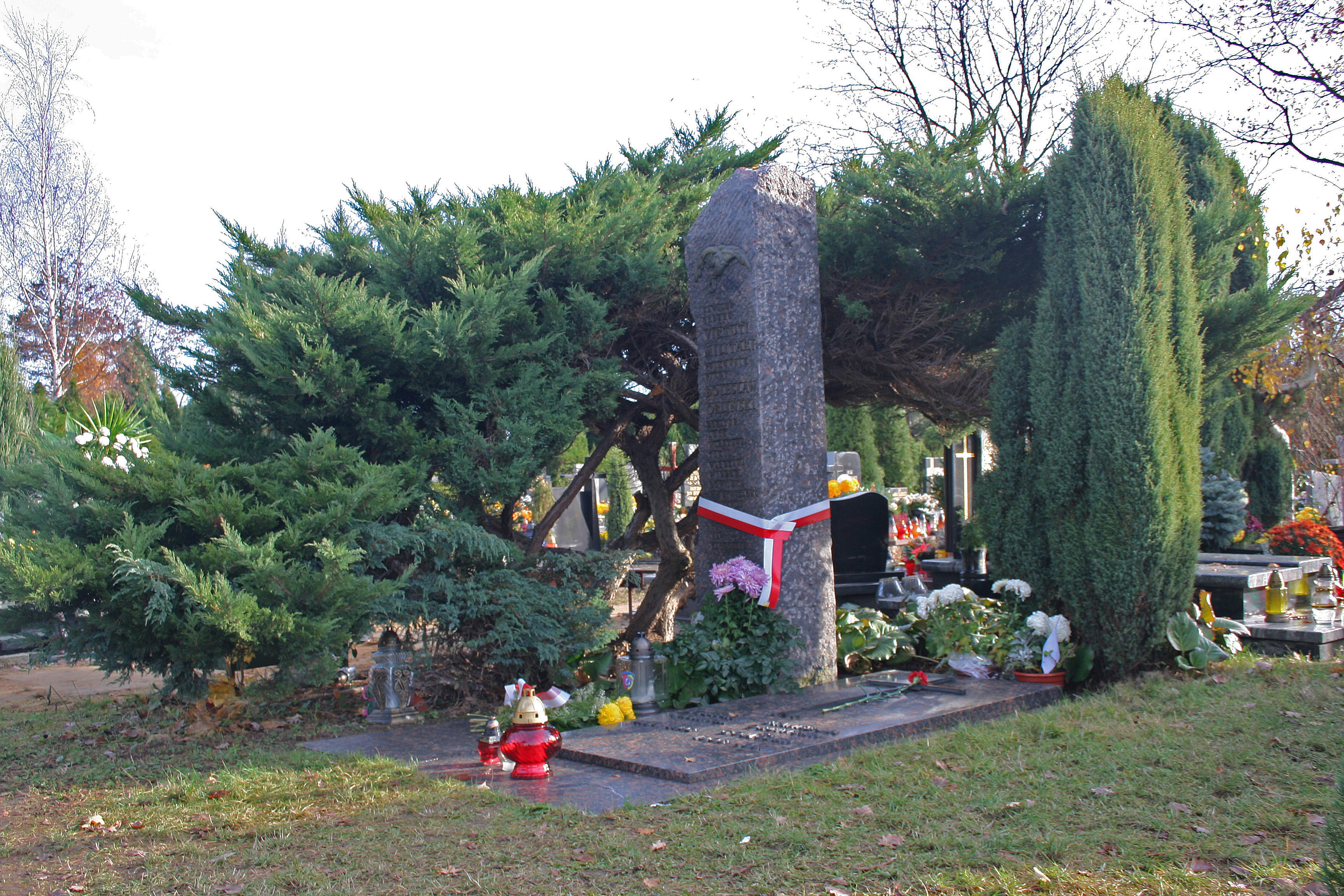
Grób Bolesława Orlińskiego na Cmentarzu Świętej Rodziny we Wrocławiu

- Odznaka Dywizjonu 305 (Wielka Brytania)
- Odznaka Pilota RAF (Wielka Brytania)
- Odznaka Pilota Wojskowego (Czechosłowacja)

W 1990 roku Klub Pilotów Doświadczalnych w Warszawie odznaczył Bolesława Orlińskiego Złotą Odznaką Pilota Doświadczalnego nr 1.

## Upamiętnienie
Julian Przyboś poświęcił postaci pilota i przelotowi na trasie Warszawa–Tokio–Warszawa wiersz „Lot Orlińskiego”.
W latach 1994–1999 był patronem 11 pułku lotnictwa myśliwskiego we Wrocławiu.
We Wrocławiu jedną z ulic nazwano jego imieniem. Jest patronem Aeroklubu Wrocławskiego oraz szkoły podstawowej nr 118 we Wrocławiu. W Krakowie, niedaleko pasa startowego nieczynnego lotniska w Czyżynach, powstała ulica imienia B. Orlińskiego. W Warszawie 30 maja 2019 jego imieniem nazwano ulicę na Bemowie, odchodzącą od ulicy Coopera.
24 lutego 2002 w kanadyjskiej Mississaudze otwarto Muzeum i Archiwum im. Bolesława Orlińskiego, w którym eksponowane są pamiątki po pilocie.
18 października 2018 roku w Warszawie przy ul. Racławickiej 94 gdzie wybudował dom i mieszkał płk. pil. Bolesław Orliński odsłonięto tablicę upamiętniającą.
Decyzją Nr 119/MON Ministra Obrony Narodowej z dnia 24 sierpnia 2020 płk pil. Bolesław Orliński został patronem Dowództwa 3 Skrzydła Lotnictwa Transportowego.